# SUPER SUMMER LIVE 2013 「灼熱のマンピー!! G★スポット解禁!!」 胸熱完全版
『SUPER SUMMER LIVE 2013 「灼熱のマンピー!! G★スポット解禁!!」 胸熱完全版』（スーパーサマーライブにせんじゅうさん しゃくねつのマンピー!! ジースポットかいきん!! むねあつかんぜんばん）は、サザンオールスターズのライブビデオ。2013年12月31日にDVDとBlu-rayで発売。発売元はタイシタレーベル / ビクターエンタテインメント / SPEEDSTAR RECORDS。

## 背景
2013年6月25日に結成35周年を迎え、5年ぶりの活動再開を果たしたサザンオールスターズが、8月10日 - 9月22日まで全国5会場9公演行ったスタジアムツアー「サザンオールスターズ SUPER SUMMER LIVE 2013 『灼熱のマンピー!! G★スポット解禁!!』」の模様を収めた作品。
5年前に活動休止ライブ「真夏の大感謝祭」を行った日産スタジアムに始まり、2000年の「茅ヶ崎ライブ」以来13年ぶりとなる桑田佳祐の出身地・神奈川県茅ヶ崎市の茅ヶ崎公園野球場での公演が含まれた。本作は、最終公演の宮城スタジアムのものを中心に全公演をまとめた「灼熱の“SUPER SUMMER LIVE”完全版」および茅ヶ崎公演のみをまとめた「胸熱の“茅ヶ崎”完全版」の2種が収録されている。

## リリース
完全生産限定盤（BD・DVD共通）は「灼熱のマンピー!! G★スポット“大炎上”BOX」と題し、同公演での「マンピーのG★SPOT」において桑田が着用したカツラ（通称「マンヅラ」）を模したティッシュボックスに収納され、全88ページのフォトブック・特製ティッシュケース・「G」の字をかたどったラインストーンステッカーなどが付属。なお当初、完全生産限定盤は3.5万枚分用意されていたが、全国からの予約殺到で7万枚に増やした。

## ライブ

### スケジュール
- 2013年8月10日・8月11日 日産スタジアム
- 2013年8月17日・8月18日 神戸総合運動公園ユニバー記念競技場
- 2013年8月31日・9月1日 茅ヶ崎公園野球場
- 2013年9月7日・9月8日 豊田スタジアム
- 2013年9月22日 宮城スタジアム

### エピソード
2000年代からヘルニアにより活動を減らしていたパーカッションの野沢秀行が久々にフルタイムで出演を果たし、以降は音楽活動を欠席することは現時点ではなくなっている。
ファンキー加藤（8月10日）・黒柳徹子・矢部浩之（ナインティナイン）・青木裕子・萬田久子・宮澤佐江・板野友美・木本武宏（TKO）（8月11日）・百田尚樹（8月17日）・安室奈美恵・金本知憲・橋下徹（8月18日）・嘉門達夫（現・嘉門タツオ）・有田芳生（9月8日）・いとうあさこ（9月22日）などの著名人がこのライブを観賞していた。
会場では「ピースとハイライト」が発売された日の「朝日新聞」に掲載された著名人10名（阿川佐和子、有田芳生、泉麻人、内田樹、太田光（爆笑問題）、香山リカ、小山薫堂、斎藤環、俵万智、森永卓郎）のコメントが配布された。後述の通りこの広告の影響により、「ピースとハイライト」が演奏された際にバックモニターの映像の意図を桑田をはじめとしたメンバーの真意とは違うものに曲解されるなどのトラブルが発生した。この件についてはサザンのファンを公言する落語家の立川キウイが別件で有田を糾弾した際に「もしかしたら有田芳生さんって実はSASファンじゃなく、ただその時に利用したのかもしれませんね」といった指摘をTwitterで行った。橋下徹は上述した新聞広告のコメントについて「いろんな方がお祝いコメントを出されていたが、ほとんどが反橋下の人だった。でもサザンが好きということで一致しているなら、それはそれでいい」と述べている。なお、サザンにはイデオロギーを問わず各界に幅広くファンが存在しており、桑田をはじめとしたメンバーは分け隔てなく接している。
神戸公演の打ち上げには桑田の誘いで3代目桂春蝶が招かれ、メンバー・スタッフ・演者・大里洋吉の前で落語を披露した。
8月31日の茅ヶ崎公演では服部信明茅ヶ崎市長が登場し桑田への市民栄誉賞授与がステージ上で行われた。授与式は和やかな雰囲気で行われ、桑田は市民栄誉賞授与の推薦を服部市長に働きかけた同級生や商店街の方々に感謝の旨を述べ、空を見上げ「できたら、亡くなった父や母、姉にも見せたかったな、と思うんです」と発言し、「茅ヶ崎で生まれた幸せ、誇りを胸に刻みます」「茅ヶ崎のさらなるご発展、市民のみなさんのご健康、ご健勝をお祈りして一言に代えさせて頂きます」と結んだ。この件を「桑田佳祐さんに茅ヶ崎市民栄誉賞を贈るべく推薦する会」のメンバーであった同級生は「厳かな式典とか、いろんな授与の形があるだろうけど、照れ屋の桑田らしい空気の中での授与式で、ほんとに良かった。市民栄誉賞が決まって彼にメールしたら、ぼくなんかでほんとにいいの？でも、光栄なことで、茅ヶ崎のためにがんばるよ、と返事をくれたよ」とコメントしている。
最終日の会場を宮城にしたことについては、「2年前に復帰したとき、最初に立ったステージが（東日本大震災の）被災地の宮城でした。そこには特別な思いもあり、今回もサザンオールスターズとして、ツアー最終日を宮城・仙台で迎えようと決めました」と桑田がコメントしている。2011 – 2012年までの桑田のソロライブ「宮城ライブ 〜明日へのマーチ!!〜」「I LOVE YOU -now & forever-」と同様に、宮城公演では縁日を模した広場『虹の広場』が設置され、「記念すべきサザン復活のライブに少しでも貢献できれば」「東北の事を皆で考える機会ができて嬉しい! 桑田さんに感謝です!」と東北から出店が集まり、この日のために腕を振るった。
最終日の模様はWOWOWで中継され、リポーターとしてサザンと同じアミューズ所属のホラン千秋が出演した。

## チャート成績
本作は、2014年1月13日付のオリコン週間映像ランキングで、初週8.0万枚（Blu-ray・4.1万枚、DVD・3.9万枚）を売り上げて1位を獲得した。今回の首位の獲得で、サザンオールスターズはB'zやSMAPなどのもつ「3年代」を上回り、映像ランキング史上初となる「4年代」（80年代、90年代、00年代、10年代）での首位獲得という快挙を達成した。

## 収録曲
- 特記ない限り「灼熱の“SUPER SUMMER LIVE”完全版」（BD版Disc 1、DVD版Disc 1・Disc 2）「胸熱の“茅ヶ崎”完全版」（BD版Disc 2、DVD版Disc 3、Disc 4）いずれも同セットリスト。DVD版は「太陽は罪な奴」以降がDisc 2・Disc 4。

1. Ya Ya (あの時代を忘れない)
冒頭ではメンバー5人が奈落からせり上がって登場し、ナレーターから「サザンオール…SMAP!!」[注 2]と紹介され、全員がずっこけるコントが行われた。すぐに「サザンオールスターズ」と訂正され、全員が肩を組んだ後にこの曲からライブがスタートした[39]。
2. My Foreplay Music
3. 勝手にシンドバッド
MC[39]。
4. YOU
5. 愛する女性とのすれ違い
6. 涙のキッス
7. 夏をあきらめて
8. タバコ・ロードにセクシーばあちゃん
9. Moon Light Lover
10. さよならベイビー
11. 愛の言霊 〜Spiritual Message〜
ラップ部分がオミットされた代わりに原曲には無い桑田によるギターソロパートが新規に作曲された[39]。
MC。2008年の『真夏の大感謝祭』の終盤での桑田の発言を踏まえて「屋号返還式」と称したコントを行った。前述の通り8月31日の茅ヶ崎公演では桑田への市民栄誉賞授与がステージ上で行われている[39]。
12. 人生の散歩道
この曲では当時人気を博していたNHK連続テレビ小説『あまちゃん』のパロディー演出で観客を楽しませた[40]。
13. 栄光の男
曲終了後、セットの準備の為暗転し『青春のフォトグラフ』と題して35年間の5人の写真を流し、MC。次曲以降「慕情」までアコースティックコーナー[39]。
14. ラチエン通りのシスター
15. NEVER FALL IN LOVE AGAIN
16. 神の島遥か国
17. 慕情
18. 太陽は罪な奴
19. Bye Bye My Love (U are the one)
20. 真夏の果実
21. LOVE AFFAIR 〜秘密のデート
22. 涙の海で抱かれたい 〜SEA OF LOVE〜
23. 蛍
この曲から茅ヶ崎・宮城公演では同曲以降客に配布された「胸熱リストバンド」が発光する演出が行われた[39]。前述したタイアップとなった映画『永遠の0』の原作者の百田尚樹は、このライブに対して「どの曲もよかった」と前置きをしたうえで、この曲に対しては「泣けた」というコメントを自身のTwitterでしている[16]。
24. ピースとハイライト
バックモニターに当時の各国首脳（安倍晋三、朴槿惠、バラク・オバマ、習近平）の顔写真が登場し、仲良く肩を組んでいたりダンスを踊ったり楽器を弾いたりするアニメーションや、日の丸[注 3]をはじめとする世界各国の国旗が球体になって転がり、中央にピースマークが登場し世界平和を希求する映像が流れた[44]。
1番のAメロでは当時世界で起こっていたデモのニュース映像がスマートフォンを模した形式で映されていた。これは「この状況はまずいのではないか」といった問題提起として行ったものであり、サザン及び桑田がその映像の内容に賛同するものでは無かったが、後年には映像の一部分を切り取ってその意図や実際の桑田の思想や民族的立場と異なるデマをネット上で流され[注 4]、桑田とアミューズがそれを否定する旨を述べた[45][49][48][50]。
25. マチルダBABY
26. ミス・ブランニュー・デイ (MISS BRAND-NEW DAY)
27. みんなのうた
曲開始前には2008年の『真夏の大感謝祭』で歌われたCD化されていないオリジナル楽曲（「あの日から何度目の～」から始まるOVERTURE[51]）が歌唱されている[39]。
28. マンピーのG★SPOT
本編ラスト曲で、本ライブ名の由来となるナンバー。今回は「18禁のもの登場」として、マツタケとアワビに似立てた神輿が登場し、曲が終わるとステージ中央で鉢合わせて、性行為の真似をするという、サザン史上最も非常に過激な演出があった。また、恒例のマンヅラも当然のごとく健在で、きゃりーぱみゅぱみゅ風のボブカットを模り、天頂部の分け目真ん中部分にティッシュペーパーの取り出し口が付いているという凝った造りになっている[39]。これらは「思想やメッセージではない事をする」「コンプライアンスをぶっ飛ばす」という意図で行ったもので、スタッフも真剣に神輿を設計していたという[52]。

ENCORE
1. 青葉城恋唄
「灼熱の“SUPER SUMMER LIVE”完全版」のみ収録。宮城公演のみで演奏されたさとう宗幸のカバー[39]。桑田のソロ公演「宮城ライブ 〜明日へのマーチ!!〜」でも演奏されている。この曲以降はアンコール。茅ヶ崎・宮城公演ではリストバンドを用いた人文字演出が幕間で行われている。前者ではサザンのデビュー35周年と復活を祝福し「SAS」「35」[53]、後者ではツアーファイナルと東北への思いを馳せ「サザン」「♥」「東北」という文字と記号が表示された[54]。
2. ロックンロール・スーパーマン 〜Rock'n Roll Superman〜
3. HOTEL PACIFIC
直前に「フライングゲット・ブルース」[注 5]が挿入され、桑田は「桑田佳祐のことは嫌いでも、サザンオールスターズのことは嫌いにならないでください![注 6]」と叫んだ。バックダンサーも従来の小川ローザの格好ではなく、AKB48を模した格好をしていた[56]。
4. いとしのエリー
5. 希望の轍
曲終了後バンドメンバーによるレ・ミゼラブルをモチーフにしたミュージカル風の演出を行った。終演後の退場曲は「栄光の男」[39]。
6. 海
「灼熱の“SUPER SUMMER LIVE”完全版」のボーナストラックとして収録。初日である8月10日の横浜公演でのテイク。公演日により「海」と「Ya Ya」が交替で1曲目として演奏された[39]。

## 参加ミュージシャン
- サザンオールスターズ
  - 桑田佳祐 - Vocal & Guitar
  - 原由子 - Keyboards & Vocal
  - 関口和之 - Bass & Chorus
  - 松田弘 - Drums & Chorus
  - 野沢“毛ガニ”秀行 - Percussion

- サポートミュージシャン
  - 斎藤誠 - Guitar & Chorus
  - 片山敦夫 - Keyboards
  - TIGER - Chorus
  - 山本拓夫 - Sax & Flute
  - 吉田治 - Sax & Flute
  - 菅坡雅彦 - Trumpet
  - 角谷仁宣 - Synth & Programming

## 映像関連
- 「SUPER SUMMER LIVE 2013 「灼熱のマンピー!! G★スポット解禁!!」 胸熱完全版 - YouTube
- サザンオールスターズ - ピースとハイライト　「SUPER SUMMER LIVE 2013 "灼熱のマンピー!! G★スポット解禁!!" 胸熱完全版」 - YouTube
- サザンオールスターズ - 蛍　「SUPER SUMMER LIVE 2013 "灼熱のマンピー!! G★スポット解禁!!" 胸熱完全版」 - YouTube